# John Adrian Delaney

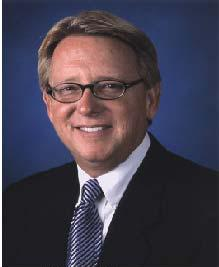
John Delaney (ca. 2011)

John Adrian Delaney (* 29. Juni 1956 in Lansing, Michigan) ist ein US-amerikanischer Politiker (Republikanische Partei). Er war vom 1. Juli 1995 bis zum 1. Juli 2003 Bürgermeister von Jacksonville im Bundesstaat Florida. Nach dem Ende seiner Amtszeit war Delaney bis 2018 Präsident der University of North Florida.

## Leben
John Delaney wuchs in Cincinnati, Ohio, auf und kam als Sechzehnjähriger mit seiner Familie nach Jacksonville. Er graduierte 1974 von der Terry Parker High School und studierte danach Rechtswissenschaften an der University of Florida, die er mit dem Bachelorabschluss beendete. 1981 wurde Delaney Assistent des Anwaltes Ed Austin. Nach dessen Wahl zum Bürgermeister von Jacksonville im Jahr 1991 wurde Delaney Stabschef des Bürgermeisters. Nachdem Austin bekannt gab, bei der Wahl 1995 nicht erneut anzutreten, bewarb Delaney sich um dessen Nachfolge. In der Wahl setzte er sich gegen den demokratischen Bewerber Jake Godbold durch. John Delaney erfreute sich in der Bevölkerung Jacksonvilles großer Beliebtheit und wurde 1999 ohne Gegenkandidaten in seinem Amt bestätigt.
Nach zwei aufeinander folgenden Amtszeiten durfte John Delaney 2003 nicht mehr zur Bürgermeisterwahl antreten. John Peyton wurde zu seinem Nachfolger gewählt. Kurz nach dem Ende seiner Amtszeit wurde Delaney zum Präsidenten der University of North Florida berufen. Zwischen Oktober 2008 und Juli 2009 führte er dieses Amt übergangsweise auch für das State University System of Florida aus. 2018 trat er zurück, seitdem ist er für eine Politik- und Unternehmensberatungskanzlei tätig. John Delaney ist verheiratet, hat vier Kinder und drei Enkelkinder und lebt in Neptune Beach.